# Cavibelonia
Cavibelonia es uno de los cuatro órdenes de Solenogastres, un molusco tipo lombriz sin concha.
Este orden no es monofilético y ya no se acepta.

## Familias y géneros
- Acanthomeniidae
  - Acanthomenia
  - Amboherpia
- Amphimeniidae
  - Alexandromenia
  - Amphimenia
  - Meromenia
  - Pachymenia
  - Paragymnomenia
  - Plathymenia
  - Proparamenia
  - Spengelomenia
  - Sputoherpia
  - Utralvoherpia
- Drepanomeniidae
  - Drepanomenia
- Epimeniidae
  - Epiherpia
  - Epimenia
- Notomeniidae
  - Notomenia
- Proneomeniidae
  - Dorymenia
  - Proneomenia
- Pruvotinidae
  - Eleutheromeniinae
  - Halomeniinae
  - Lophomeniinae
  - Pararrhopaliinae
  - Unciherpiinae
- Rhipidoherpiidae
  - Rhipidoherpia
  - Thieleherpia
- Rhopalomeniidae
  - Dinomenia
  - Driomenia
  - Entonomenia
  - Pruvotia
  - Rhopalomenia
  - Urgorria
- Simrothiellidae
  - Aploradoherpia
  - Birasoherpia
  - Biserramenia
  - Cyclomenia
  - Helicoradomenia
  - Kruppomenia
  - Plawenia
  - Simrothiella
  - Spiomenia
- Strophomeniidae
  - Anamenia
  - Strophomenia
- Syngenoherpiidae
  - Syngenoherpia